# Nyanderful! / Cross the Rainbow
Singles de Yui Sakakibara
Déjà vu / Silky Rain
(2009) Komorebi no Sordino
(2009)
Nyanderful! est le 19e single de Yui Sakakibara sorti sous le label LOVE×TRAX Office le 21 octobre 2009 au Japon. Il arrive 29e à l'Oricon. Il se vend à 3 512 exemplaires la première semaine, il reste classé 9 semaines pour un total de 8 389 exemplaires vendus.
Nyanderful! a été utilisé comme thème d'ouverture pour l'anime Nyan Koi!.

## Liste des titres
| 1. | Nyanderful! (にゃんだふる!)                | Yui Sakakibara | 須田悦弘 | 5:33 |
| 2. | Cross the Rainbow                          | 沢村竣         | 鳥海剛史 | 4:42 |
| 3. | Nyanderful! (Instrumental) (にゃんだふる!) | Yui Sakakibara | 須田悦弘 | 5:32 |
| 4. | Cross the Rainbow (Instrumental)           | 沢村竣         | 鳥海剛史 | 4:40 |